# Objazda, Pomeranian Voivodeship
Objazda [ɔbˈjazda] (tiếng Đức: Wobesde) là một ngôi làng thuộc khu hành chính của Gmina Ustka, thuộc hạt Słupsk, Pomeranian Voivodeship, ở miền bắc Ba Lan. Nó nằm khoảng 13 kilômét (8 mi)   phía đông Ustka, 16 km (10 mi) phía bắc Słupsk và 107 km (66 mi) phía tây thủ đô khu vực Gdańsk.
Trước năm 1648, khu vực này là một phần của Duchy of Pomerania, 1648-1945 Phổ và Đức. Đối với lịch sử của khu vực, xem Lịch sử của Pomerania.
Làng có dân số 905.